# AL 288-1 (Lucy)
Az AL 288-1 katalógusszámú lelet az Australopithecus afarensis faj egy egyedének csontjai. Közismert beceneve Lucy. Az etiópiai Afar-medencében találta Donald Johanson 1974-ben. A lelet konkrétan egy nőnemű Australopithecus egyed csontvázának körülbelül 40%-a. Egy méter magas és kevesebb mint harminc kilogramm lehetett. Az egyed a pliocén korban, 3,2 millió évvel ezelőtt élt. Az eredeti csontok az Etióp Nemzeti Múzeumban vannak kiállítva.

## A csontsérülések okozták a halálát
Kutatók több olyan csonttörést találtak, amelyek hasonlóságot mutatnak a nagy magasságból lezuhanó embereknél tapasztalható sérülésekkel. A szakértők szerint ez arra utalhat, hogy Lucy, mint az Australopithecus afarensis nevű faj minden egyede, a fákon élt. Emellett a csontváz felépítéséből a tudósok arra következtetnek, hogy Lucy egyenesen, két lábon tudott járni a földön.
Kappelman és csapata megvizsgálta a fosszíliákat és az azokról készült számítógépes tomográfiai (CT) felvételeket. Sok csonton, például a felkar- és a combcsonton, a lapockán, a medencén és az egyik bordán töréseket találtak. A szakértők szerint ezek nem az évmilliók során, Lucy halála után keletkeztek, hanem éppen ezek a sérülések okozták a halálát. A jobb felkarcsonton például számos éles, tiszta törési peremet találtak és kisebb letöredezett csonttöredéket, melyek a helyükön maradtak. Amennyiben a törések a halál után következtek volna be, a darabok elmozdultak volna. Emellett más csontokon is találtak hasonló sérüléseket, amelyek súlyos traumára utalnak.
A kutatók rekonstruálták az esetet, úgy vélik, Lucy teljesen tudatánál volt, amikor leesett a fáról. Lábára érkezett, majd előredőlt és kinyújtja a kezét, ezután teljes hosszában elvágódott. A vizsgálatok szerint mintegy 12 méter magasról eshetett le.Eközben súlyos belső sérüléseket is szerezhetett, amelyek gyors halált idéztek elő.
Korábbi vizsgálatokból ismert, hogy azon a területen, ahol Lucy maradványait megtalálták, az előember korában fák álltak. Lucy vélhetően táplálékot és éjszakai hajlékot keresett a fákon, tehát a talajon és odafent is élt. Az alkalmazkodás a két lábon járáshoz korlátozhatta a famászási képességeit.
Nevét a Beatles együttes Lucy in the Sky with Diamonds című számáról kapta, amely a kutatótábor magnetofonján szólt a feltárás közben.